# 7757 Kameya
7757 Kameya eller 1990 KO är en asteroid i huvudbältet som upptäcktes 22 maj 1990 av den amerikanske astronomen Eleanor F. Helin vid Palomar-observatoriet. Den är uppkallad efter astronomen Osamu Kameya.
Asteroiden har en diameter på ungefär 6 kilometer och den tillhör asteroidgruppen Phocaea.